# Wapen van Gibraltar
Het Wapen van Gibraltar is het officiële wapen van Gibraltar, dat onder soevereiniteit staat van het Verenigd Koninkrijk.
Het wapen werd voor het eerst  op 10 juli 1502 middels een predicaat gegeven door Isabella I van Castilië aan Gibraltar toegekend. Gibraltar hoorde toen nog bij Spanje. Het wapen bestaat uit een wapenbord met daarop een rood kasteel met drie torens, waaronder een gouden sleutel hangt. Onder het wapen staat de tekst Montis Insignia Calpe (insigne van de rots van Gibraltar). Het kasteel op het wapen vindt zijn oorsprong in het wapen van het Koninkrijk Castilië, waarvan Isabella koningin was.
Daar Gibraltar officieel deel uitmaakt van het Verenigd koninkrijk, wordt het wapen van Gibraltar vaak met het Wapen van het Verenigd Koninkrijk gecombineerd.
Albanië · Andorra · Azerbeidzjan · België · Bosnië en Herzegovina · Bulgarije · Denemarken · Duitsland · Estland · Finland · Frankrijk · Georgië · Griekenland · Hongarije · Ierland · IJsland · Italië · Kosovo · Kroatië · Letland · Liechtenstein · Litouwen · Luxemburg · Malta · Moldavië · Monaco · Montenegro · Nederland · Noord-Macedonië · Noorwegen · Oekraïne · Oostenrijk · Polen · Portugal · Roemenië · Rusland · San Marino · Servië · Slovenië · Slowakije · Spanje · Transnistrië · Tsjechië · Turkije · Vaticaanstad · Verenigd Koninkrijk · Wit-Rusland · Zweden · Zwitserland

Afhankelijke gebieden: Åland · Faeröer · Gibraltar · Guernsey · Jersey · Man

Betwiste gebieden: Abchazië · Adzjarië